# Michel Muller

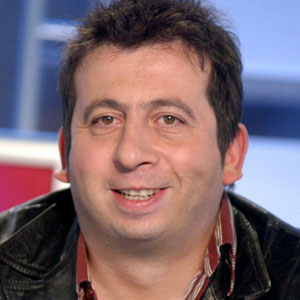
Michel Muller, 2017

Michel Muller (* 9. September 1966 in Wien, Österreich) ist ein österreichisch-französischer Schauspieler.

## Leben und Leistungen
Muller wurde in Wien geboren. In Kinofilmen, Fernsehfilmen und Fernsehserien verkörperte er bisher circa 20 Rollen in französischer Sprache. Hauptsächlich ist er in Komödien zu sehen. Er schreibt auch Drehbücher, führt Regie und ist als Produzent tätig.
Nebenrollen spielte Muller in der Tragikomödie Zug des Lebens (1998) von Regisseur Radu Mihăileanu, der Comicverfilmung Asterix und Obelix gegen Caesar (1999) von Claude Zidi mit Christian Clavier und Gérard Depardieu, der Actionkomödie Taxi Taxi (2000) von Gérard Krawczyk mit Samy Naceri, der Actionkomödie Wasabi – Ein Bulle in Japan (2001) von Gérard Krawczyk mit Jean Reno, dem Abenteuerfilm Fanfan der Husar (2003) von Gérard Krawczyk mit Vincent Perez und Penélope Cruz, der Western-Komödie Die Daltons gegen Lucky Luke (2004) mit Til Schweiger und der Verwechslungskomödie The Cop, the Criminal and the Clown (2004) von Alain Zaloum mit Roy Dupuis. Im letztgenannten Film mimte er an der Seite der französischen Schauspielerin Anémone einen vom Pech verfolgten Mafioso.
Im Jahr 2007 wurde Muller für den Film Guide de la petite vengeance bei den 27. Genie Awards als bester Nebendarsteller nominiert, unterlag aber Stephen McHattie, der für den Eishockeyfilm Maurice Richard ausgezeichnet wurde.

## Filmografie
- 1994: La colline aux mille enfants
- 1998: La voie est libre
- 1998: Zug des Lebens (Train de vie)
- 1998: American Cuisine (Cuisine américaine)
- 1999: Asterix und Obelix gegen Caesar (Astérix et Obélix contre César)
- 1999: Ein Fisch namens Ärger (Comme un poisson hors de l’eau) – auch Drehbuch
- 1999: Recto/Verso
- 2000: Taxi Taxi (Taxi 2)
- 2000: Deep in the Woods – Allein mit der Angst (Promenons-nous dans les bois)
- 2001: Wasabi – Ein Bulle in Japan (Wasabi)
- 2003: Fanfan der Husar (Fanfan la tulipe)
- 2003: Der kleine Scheißer (Mauvais esprit)
- 2003: Les clefs de bagnole
- 2004: Die Daltons gegen Lucky Luke (Les Dalton)
- 2004: The Cop, the Criminal and the Clown (C’est pas moi … c’est l’autre!)
- 2005: La vie de Michel Muller est plus belle que la vôtre – auch Regie, Drehbuch
- 2005: La vie est à nous!
- 2006: Guide de la petite vengeance
- 2007: Hénaut président (Fernsehserie) – auch Regie, Drehbuch, Produzent
- 2007: Confidences
- 2009: Serie in  Schwarz (Suite Noire; Fernsehreihe, 1 Folge)
- 2011: Die Borgias – Sex. Macht. Mord. Amen. (The Borgias)
- 2011: Agatha Christie: Mörderische Spiele (Les petits meurtres d’Agatha Christie, Fernsehserie, 1 Folge)
- 2016: Baron Noir (Fernsehserie, 6 Folgen)
- 2017: Die Party ist vorbei (La fête est finie)
- 2020: Code Ava – Trained To Kill (Ava)